# Combinatietunnel
Een combinatietunnel is een ondergrondse tunnel waarvan een deel gegraven is en een deel geboord.
Het voordeel van het combineren van twee soorten tunnels is vooral de kostenbesparing. Geboorde tunnels hebben een ronde doorsnee en bestaan uit segmenten, die door de buitendruk tegen elkaar worden gedrukt (principe van de Romeinse boog). Zij zijn goedkoper dan gegraven tunnels maar hebben als nadeel dat de structuur niet toelaat dat er in de wand van die tunnel gaten worden gemaakt die groot genoeg zijn om er in- en uitritten te maken. Deuren om nooduitgangen te maken, kunnen wel aangebracht worden.
Een combinatietunnel, waarbij een zo groot mogelijk deel geboord wordt en waarbij enkel een gegraven deel wordt aangebracht waar in- en uitritten komen, heeft dus een financieel voordeel. De eerste combinatietunnel in Nederland komt mogelijk in Den Haag als onderdeel van de Noordwestelijke Hoofdroute. Het betreft een traject van 4400 meter tussen Madurodam en Kijkduin, waarvan de kosten zijn geraamd op €400.000.000. Dit is gebaseerd op een duplex tunnel, waarbij slechts één tunnel wordt geboord met een doorsnede van 11 meter, met daarin twee lagen verkeer.
Andere tunnelcombinaties zijn o.a.:
- De combinatie tunnel/station zoals bekend bij stations van metro en trein.
- De combinatie tunnel/viaduct is voor de Oosterweelverbinding in Antwerpen ontworpen, waarbij de tunnel onder de Schelde doorgaat en aansluit op de Lange Wapper, een viaduct, die midden in het havengebied zal komen en deel zal uitmaken van de skyline van Antwerpen.
- De combinatie tunnel/weg, zoals de Hubertustunnel (2008), de Maastunnel (1942) en de Velsertunnel (1957).

De tunnels hebben gemeen dat zij zijn aangelegd om de verkeersdoorstroming te bevorderen. Tegenwoordig worden tunnels ook aangelegd om het milieu te sparen en de woonomgeving te verbeteren. 